# 三和町 (三重県)
三和町（さんわちょう）は、三重県多気郡にあった町。現在の明和町の北半、伊勢湾の沿岸にあたる。

## 地理
- 海洋：伊勢湾
- 河川：祓川、笹笛川、大堀川

## 歴史
- 1955年（昭和30年）4月1日 - 大淀町・上御糸村・下御糸村が合併して三和町が発足。
- 1958年（昭和33年）9月3日 - 斎明村と新設合併して神郷町が発足。同日三和町廃止。